# La gran aventura del dofí Winter: 2a part
La gran aventura del dofí Winter: 2a part és una pel·lícula familiar estatunidenca del 2014 escrita i dirigida per Charles Martin Smith com a seqüela de la pel·lícula del 2011 La gran aventura del dofí Winter que, al seu torn, es basava en la història real d'un dofí mular femella rescatada anomenada Winter que va fer la seva última aparició a la pantalla en aquesta pel·lícula abans de la seva mort el novembre de 2021. A més de la Winter, la majoria del repartiment de la primera pel·lícula també repeteix els seus papers com Harry Connick Jr., Ashley Judd, Nathan Gamble, Cozi Zuehlsdorff, Kris Kristofferson, Morgan Freeman, Austin Stowell, Tom Nowicki, Austin Highsmith, Betsy Landin i Juliana Harkavy mentre el dofí Hope va debutar al cinema. Es va estrenar el 12 de setembre de 2014 i explica la història d'un altre dofí a l'aquari marí de Clearwater anomenat Hope. Després de la mort de l'anciana companya i mare subrogada de la Winter, la Panama, el futur de la Winter està en perill, tret que en Sawyer, en Clay, la Hazel i la resta de l'equip puguin trobar-li una nova companya. La pel·lícula va rebre crítiques generalment mixtes i positives de la crítica i va recaptar 57,8 milions de dòlars. S'ha doblat i subtitulat al català.